# 东团堡乡
东团堡乡，是中华人民共和国河北省保定市涞源县下辖的一个乡镇级行政单位。

## 行政区划
东团堡乡下辖以下地区：
东团堡村、袁家村、五节崖村、候家沟村、红花峪村、东坡村、连巴岭村、卸甲沟村、杨家庄村、北李庄村、箭杆河村、北辛庄村、汤子岭村、大道沟村、西团堡村、北王家湾村、杄树底村、梁家庄村和养老河村。